# 丹羽春夫
丹羽 春夫（にわ はるお、1909年3月14日 - 2008年1月5日）は、日本の経営者。後楽園スタヂアム(現在の東京ドーム)社長を務めた。

## 経歴
東京都出身。1927年に攻玉社中学校を卒業し、1928年に会計検査院に入省。1947年に後楽園スタヂアム取締役に就任し、1957年に常務、1963年に専務を経て、1967年に副社長に就任し、1970年5月には社長に昇格。1978年4月に会長に就任し、1979年4月には相談役に退いた。
2008年1月5日に多臓器不全のために死去。98歳没。